# Midica
Midica (łac. Midicensis) – stolica historycznej diecezji we Cesarstwie rzymskim w prowincji Byzacena. Współcześnie w okolicy Sfax w regionie Sahel w Tunezji. Obecnie katolickie biskupstwo tytularne. W latach 1966 – 1984 biskupami Midica byli biskupi pomocniczy lubelscy Bolesław Pylak i Zygmunt Kamiński.

## Biskupi tytularni
| Lp. | Biskup            | Funkcja                                                                      | Od                   | Do               |
| --- | ----------------- | ---------------------------------------------------------------------------- | -------------------- | ---------------- |
| 1   | Bolesław Pylak    | biskup pomocniczy lubelski                                                   | 14 maja 1966         | 27 czerwca 1975  |
| 2   | Zygmunt Kamiński  | biskup pomocniczy lubelski                                                   | 28 października 1975 | 10 stycznia 1984 |
| 3   | William Kenney CP | biskup pomocniczy Sztokholmu (Szwecja) biskup pomocniczy Birmingham (Anglia) | 13 maja 1987         |                  |